# Caeniopsis brevifrons
Caeniopsis brevifrons är en tvåvingeart som beskrevs av Townsend 1927. Caeniopsis brevifrons ingår i släktet Caeniopsis och familjen parasitflugor. Inga underarter finns listade.